# Distretto di Łęczyca
Il distretto di Łęczyca (in polacco powiat łęczycki) è un distretto polacco con 50 527 abitanti (2017), situato nella parte centrale della Polonia, appartenente al voivodato di Łódź.

## Geografia antropica

### Suddivisioni amministrative
Oggigiorno il distretto di Łęczyca comprende in esso 8 comuni divisi in due categorie, ovvero:
- Comuni urbani: Łęczyca
- Comuni rurali: Daszyna, Góra Świętej Małgorzaty, Grabów, Łęczyca, Piątek, Świnice Warckie, Witonia